# پیچ اتوموتیو
پیچ اتوموتیو (به انگلیسی: Piëch Automotive) یک شرکت خودروسازی سوئیسی است، که در سال ۲۰۱۷ توسط آنتون پیچ تأسیس شد.